# Antonio Azinović
Antonio Azinović (* 17. Januar 1992 in Zagreb) ist ein kroatischer Fußballspieler.

## Karriere
Azinović spielte bis 2013 beim NK Vrbovec. Im Januar 2013 wechselte er zum Zweitligisten NK Zelina. In einem Jahr bei Zelina kam er zu 13 Einsätzen in der 2. HNL. In der Winterpause der Saison 2013/14 wechselte er zum NK Trnje. Zur Saison 2014/15 kehrte er zu Vrbovec zurück. Zur Saison 2015/16 wechselte er nach Slowenien zum Drittligisten NK Brežice 1919. Mit Brežice stieg er zu Saisonende in die 2. SNL auf. In der Saison 2016/17 kam er zu 23 Einsätzen in der 2. SNL. Nach weiteren acht in der Saison 2017/18 wechselte er in der Winterpause zum Ligakonkurrenten NK Tabor Sežana. Für den Verein kam er bis Saisonende zu elf Einsätzen. In der Saison 2018/19 gelang ihm mit Tabor Sežana der Aufstieg in die 1. SNL, nachdem er sich mit dem Verein in der Relegation gegen den ND Gorica durchsetzen konnte.
Nach dem Aufstieg debütierte Azinović im Juli 2019 in der 1. SNL, als er am ersten Spieltag der Saison 2019/20 gegen den NK Aluminij in der Startelf stand. Im August 2019 erzielte er bei einem 2:1-Sieg gegen den NK Domžale sein erstes Tor in der höchsten slowenischen Spielklasse. Bis Saisonende kam er zu 32 Erstligaeinsätzen.
Zur Saison 2020/21 wechselte er zum österreichischen Zweitligisten SV Horn. Für Horn kam er zu zwölf Einsätzen in der 2. Liga. Im Januar 2021 verließ er die Niederösterreicher wieder und kehrte zu Tabor Sežana zurück.